# Caudrot
Caudrot település Franciaországban, Gironde megyében. Lakosainak száma 1096 fő (2022. január 1.). Caudrot Sainte-Foy-la-Longue, Barie, Casseuil, Castets et Castillon és Saint-Martin-de-Sescas községekkel határos.

## Népesség
A település népességének változása:
| Lakosok száma | 814  | 844  | 945  | 975  | 1170 | 1194 | 1180 | 1117 | 1111 | 1096 |
|               | 1968 | 1982 | 1990 | 2006 | 2013 | 2015 | 2017 | 2019 | 2020 | 2022 |